# Sonia Owens
Sonia Owens (nacida el 6 de julio del año 1924 en Bradenton, Florida) es una actriz de voz, teatro y televisión.
Ella es la esposa del muerto Cliff Owens y tienen cinco hijos.

## Anime
- 1964: <<Aportar>> en Gigantor
- 1966 a 1978: Gatita en Kimba, El León Blanco
- 1981 a 1982: Felícia en SuperLibro
- 1982 a 1983: Angie en La Casa Volar